# Daniel Erik Næzén
Daniel Erik (Eric) Næzén, född 27 februari 1752 i Skövde, död 1 december 1808 i Umeå, var en svensk provinsialläkare, gravör och naturforskare. 
I sin ungdom var Næzén medlem i det år 1769 bildade Svenska Topographiska Sällskapet i Skara, som idkade historiska och naturalhistoriska studier.
Från 1770 studerade Næzén i Uppsala, där han i april 1782 blev medicine kandidat och i början av juni samma år medicine licentiat. Han disputerade under Carl von Linné d.y. i december 1779. I juli 1782 blev han provinsialläkare i Umeå och från halvårsskiftet 1788 läkare vid det nyligen inrättade länslasarettet. Till hans stora insatser hörde att bekämpa smittkopporna i denna landsända. Han inrättade även hälsobrunnar vid Ratan och Piteå. Som naturforskare medverkade han med entomologiska rön i Vetenskapsakademiens handlingar och fick en nattfjäril uppkallad efter sig (Tortrix naezeniana, nu Lampronia rupella). För vetenskapsakademien utförde han från 1796 fram till sin död meteorologiska observationer i Umeå. Næzén publicerade ett antal naturvetenskapliga skrifter och efterlämnade en omfattande samling av insekter, örter och mineraler. Vid sidan av sitt arbete var han även verksam som gravör. 
Næzén studerade vid Musikaliska Akademien 1773 och var amatörmusiker och amatörtonsättare. Han invaldes som ledamot 124 av Kungliga Musikaliska Akademien den 18 december 1790 och av Kungliga Vetenskapsakademien 1793.
Han var son till stadskomministern Anders Næzén och Anna Margareta Leeberg och från 1783 gift med Christina Beata Strodtman, som var född 21 december 1766 i Umeå och avled där 29 juli 1800, och far till gravören Anna Sophia Næzén.  

## Kuriosa
Våren 2011 namngavs gatan vid den nya bussterminalen vid Norrlands universitetssjukhus i Umeå till Daniel Naezéns gata.

## Musikverk
- Polonäs för piano. Publicerad 1798 i Musikaliskt Tidsfördrif som nummer 13-15.[5]